# Downeshelea sepikensis
Downeshelea sepikensis är en tvåvingeart som först beskrevs av Debenham 1972.  Downeshelea sepikensis ingår i släktet Downeshelea och familjen svidknott. Inga underarter finns listade i Catalogue of Life.